# 莫維斯線

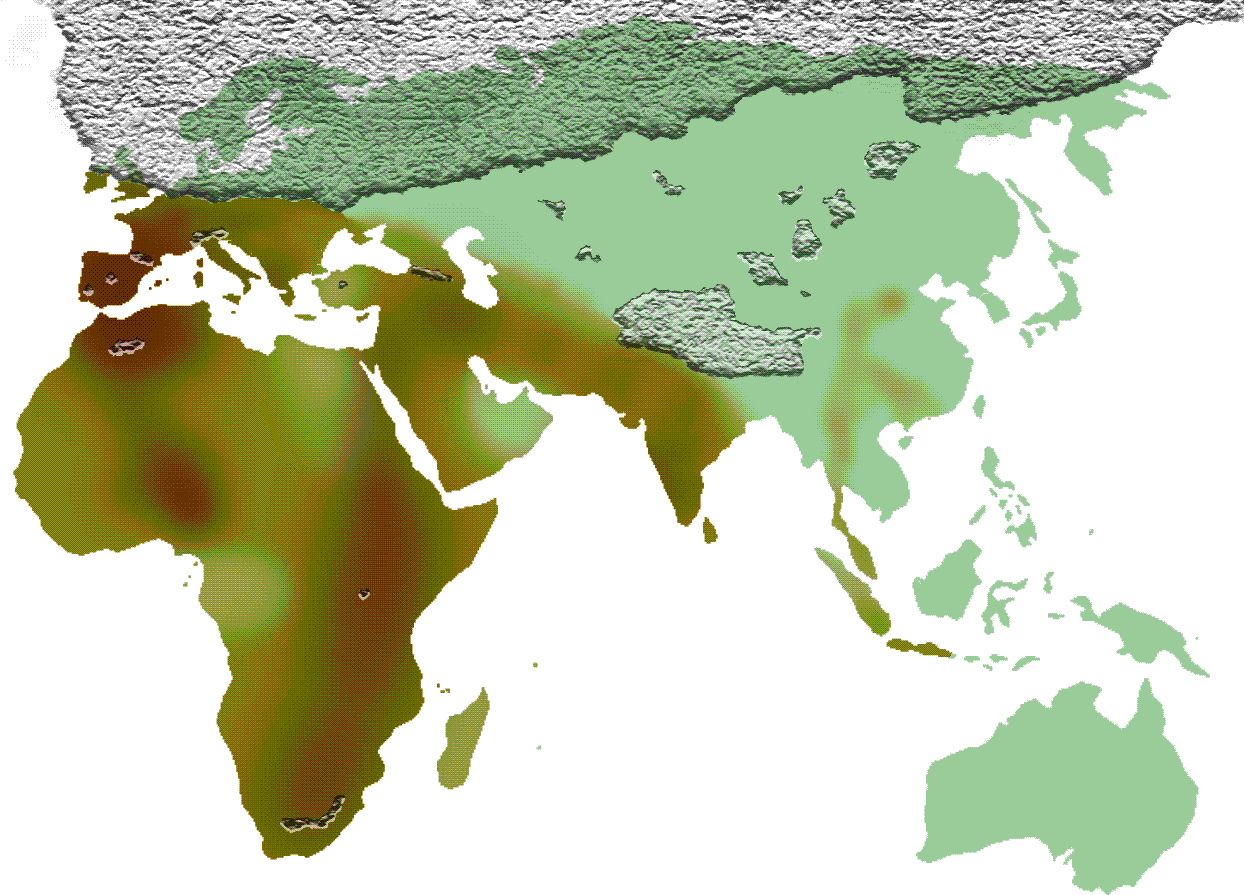
莫维斯線

莫維斯線（英語：Movius Line）是一條橫跨印度北部的理論線，用來說明早期史前工具在舊大陸東西方的技術差異，最早由美國考古學家哈拉姆·莫維斯（Hallam L. Movius）於1948年提出。
莫維斯注意到，舊石器時代來自印度北部以東遺址的石器組合從未包含手斧，且其特點往往是不太正規的工具（稱為砍砸器），最明顯的差異是東亞缺乏了阿舍利（模式2）的工具。這些工具有時跟西方的阿舍利工具一樣被廣泛使用，但不能被稱為真正的手斧，於是莫維斯在印度地圖上畫出一條線，以顯示從何處開始出現差異。他將非洲、歐洲、西亞和南亞的工具與東亞和東南亞的工具區分開來，分出了兩種舊石器時代初期的文化傳統，莫維斯線以西有著類似於非洲石器簇的雙面特徵，以東則只有「砍器工業」（Chopper chopping-tool industry）的紀錄。對於東亞缺乏舊石器時代中期工具（勒瓦盧瓦、模式三工具）的原因，莫維斯認為這是由於在工具製造中阿舍利傳統和勒瓦盧瓦傳統之間有著技術文化聯系所引起。同樣，2006年的研究表明，東亞的手斧遺址明顯少於東非和印度。
出土證據也表明，在莫維斯線兩側製造兩種不同類型工具的人，他們在演化過程中有所區別，且莫維斯線現在仍作為兩種傳統的方便區分。無論是從石器技術還是從人類演化的角度，這條線的存在都需要得到解釋。
解釋莫維斯線的理論有一種觀點認為，對於定居在東亞的工具製造者，他們的祖先可能在發展出手斧之前就離開了非洲。或者，移居亞洲的定居者可能知道怎麼製作手斧，但卻經歷了一個「技術瓶頸」，亦即該地區缺乏合適的材料來製作手斧，因此技能就這樣被遺忘了，再加上距離的隔絕，這意味著知識永遠不會被重新引入。
另一種理論則認為，早期的東亞人類使用石竹工具來代替石斧。

## 反對說法
中國百色市、四川稻城皮洛遗址和韓國全谷里的全新考古證據表明，東亞也曾使用過手斧。
在泰國北部南邦府的Ban Don Mun發現的石器有三面元素，離非洲手斧所俱備的雙面特徵只剩一步之遙。在莫維斯線兩側，一側發明了手斧，另一側發明砍砸器，這可能是環境差異導致。在泰國的Sao Din也發現了各種類似於在印度、中國、韓國和蘇門答臘南部所發現的的單面及砍砸工具。此外，與其他在亞洲大陸或東南亞群島的傳統相比，礫石製品的結構反而最為接近中國的技術傳統。這些在莫維斯線以東地區的發現，對舊石器時代技術傳統的劃分提出了準確性上的質疑。
2014年10月，在中國東北的長白山脈發現了十幾種石器，其歷史可追溯到50000年前。這年代大致與智人的到達時間相吻合。最初研究此發現的中國考古學家陳全家稱，這是對莫維斯線假說的「全然否定」。  
2020年至2023年，经过多次主动性考古发掘，四川稻城皮洛遗址发现世界上海拔最高、东亚地区最典型精美的阿舍利遗存，填补了阿舍利传播体系中的关键缺环，打破了“莫维斯线”；多个旧石器文化层共出土编号石制品1.5万余件，系统展示了“简单石核石片组合-阿舍利技术体系-小型两面器与小石片石器体系”的旧石器文化发展三叠层，展现了早期人类征服高海拔极端环境的能力、方式和历史进程；多个活动面、大量用火迹象、世界最早的刻划岩块等，为深入探讨中更新世晚期的古人类行为与现代人的出现和扩散等重大问题提供了关键性的材料。